# Johannes Friedrich Meister
Johannes Friedrich Meister (* 28. Dezember 1926 in Nürnberg; † 28. November 2014 in Neuendettelsau) war ein deutscher evangelisch-lutherischer Geistlicher.

## Leben
Johannes Meister arbeitete zuerst als Gemeindepfarrer in Waldkraiburg, darauf als Pfarrer im Lutherischen Kirchenamt in Hannover. Er war dann im mittelfränkischen Sommersdorf-Thann tätig. Im Oktober 1963 wurde er zum Rektor der Diakonissenanstalt Neuendettelsau berufen. Gleichzeitig war er Präsident der Diakonie Bayern. Zwischen 1967 und 1975 übernahm er die Leitung des Diakoniewerkes Neuendettelsau. Von 1975 bis zum Eintritt in den Ruhestand 1989 war Meister Kreisdekan und Oberkirchenrat im Kirchenkreis Bayreuth und Mitglied des Landeskirchenrates und der Kirchenleitung der Evangelisch-Lutherischen Kirche in Bayern. In dieser Zeit war er zugleich ehrenamtlicher Präsident der Diakonie Bayern und Vorsitzender des Diakonischen Rats. Sein Einsatz galt der Erneuerung und Erweiterung der diakonischen Einrichtungen in Bayern. In seiner Amtszeit wurde die Arbeitsrechtliche Kommission ins Leben gerufen und das erste Mitarbeitervertretungsgesetz in der bayerischen Landeskirche in Kraft gesetzt.
Johannes Friedrich Meister war verheiratet und hatte acht Kinder.
Seinen Ruhestand verbrachte Meister im mittelfränkischen Heilsbronn. Er wurde am 4. Dezember 2014 auf dem Friedhof der Diakonie in Neuendettelsau bestattet. Meister war Träger des Bayerischen Verdienstordens.

## Schriften (Auswahl)
- Licht in jedes Frauenleben. Luzern 1961.
- Samenkörner für den Alltag. Luzern 1964.
- Dein Charakter, Deine Zukunft. Ängstige dich nicht, lebe sorgenfrei. Gelnhausen 1965.
- Leben aus dem Wort Gottes. Über den Umgang mit der Bibel. Berlin/Hamburg o. J. [1965].
- Saat und Ernte. Sprüche, Betrachtungen, Gebete, Meditationen. Luzern 1968.
- Erfahrung mit dem verborgenen Gott. Neuendettelsau 1972.
- mit Heinz Miederer: Der neue Bund im Mahl des Herrn. Besinnungen in der Passionszeit. Neuendettelsau 1973.
- Leben mitten im Sterben. Fünf biblische Besinnungen über Johannes 11. Neuendettelsau 1975.